# Melochia lanceolata
Melochia lanceolata là một loài thực vật có hoa trong họ Cẩm quỳ. Loài này được Benth. mô tả khoa học đầu tiên năm 1842.